# رایبک
رایبک (رایان ریوز) (به انگلیسی: Ryback) (زادهٔ ۱۰ نوامبر ۱۹۸۱) کشتی‌گیر حرفه‌ای آمریکایی است. وی در سال ۲۰۱۵ از کشتی کج خداحافظی کرد. رایبک به‌سرعت از وقتی وارد کمپانی شد، از زمانی که در ان ایکس تی وارد شد تا به برند آمد، رشد فوق‌العاده سریعی مانند شیمس داشت؛ حتی بهتر از او. رایبک در لاس‌وگاس متولد شد. از ۸ سالگی به تماشای کشتی مینشست و ۱۲ سالگی به وزنه‌برداری رفت و بدنی زیبا را برای خود به رقم آورد. رایبک مسابقات بیس بال و فوتبال نیز بازی می‌کرده‌است. رایبک در یکی از مسابقاتش در دانشگاه ایالت نوادا در یک بازی بسیار مهیج، با مشکل شکستگی پا روبرو شد.